# Cantó de Sarreguemines
El cantó de Sarreguemines és un cantó francès del departament del Mosel·la, situat al districte de Sarreguemines. Compta amb el municipi de Sarreguemines.

## Municipis
- Sarreguemines (Saargemìnn)

## Història
| Data d'elecció                           | Identitat           | Partit                               | Qualitat |
| ---------------------------------------- | ------------------- | ------------------------------------ | -------- |
| 1949-19..                                | M. Klein            | Divers droite                        |          |
| 19..-1967                                | Joseph Massing      | Divers droite                        |          |
| 1967-1973                                | Etienne Hinsberger  | UDR                                  |          |
| 1973-1985                                | Robert Pax          | Centrista, després UDF-CDS           |          |
| 1985-1992                                | Georges Faivre      | RPR                                  |          |
| 1992-2004                                | Robert Pax          | Divers gauche, després divers droite |          |
| 2004-2011                                | Jean-Marie Buchheit | UMP                                  |          |
| 2011-                                    | Jean-Claude Cunat   | Divers droite                        |          |
| les dades anteriors no són pas conegudes |                     |                                      |          |
|                                          |                     |                                      |          |

## Demografia
| A partir de 1990 : Població sense dobles comptes |